# Berend George Escher
Berend George Escher (Gorinchem, 4 april 1885 - Arnhem, 11 oktober 1967) was een Nederlandse geoloog.
Hoewel Escher een brede belangstelling had lag zijn interesse vooral bij de kristallografie, mineralogie en vulkanologie. Hij was een pionier op het gebied van de experimentele geologie. Hij was de 13 jaar oudere halfbroer van de bekende kunstenaar en graficus Maurits Escher, op wiens werk hij door zijn kristallografische kennis enige invloed heeft gehad.

## Biografie
Escher werd geboren als zoon van George Arnold Escher, directeur van Rijkswaterstaat, en Charlotte de Hartitzsch. Hij bracht een deel van zijn jeugd door in Zwitserland en studeerde geologie aan de Eidgenössische Technische Hochschule te Zürich, waar hij onder anderen les kreeg van Albert Heim. In 1911 promoveerde hij en keerde terug naar Nederland waar hij eerst assistent van professor Eugene Dubois te Amsterdam en vervolgens conservator van de geologische verzamelingen aan de Technische Hogeschool te Delft werd. In 1916 trad hij als geoloog in dienst van de Bataafsche Petroleum Maatschappij in Nederlands-Indië.
In 1922 werd Escher benoemd tot hoogleraar Geologie en directeur van het Rijksmuseum van Geologie en Mineralogie te Leiden. Hij was in die posities de opvolger van Karl Martin, maar waar Martins belangstelling bij de paleontologie en stratigrafie lag, was Escher in de eerste plaats mineraloog. Hij moderniseerde het museum door aandacht aan de voorlichting van het publiek te besteden. Hij schreef een aantal boeken over de geologie, mineralogie en kristallografie, zowel wetenschappelijke naslagwerken als voor leken. Eschers wetenschappelijke werk lag vooral op het gebied van de vulkanologie. Ook richtte hij zijn aandacht op de geologie van de maan. Belangrijk was zijn bijdrage in discussies met F.A. Vening Meinesz, Ph.H. Kuenen en J.H.F. Umbgrove omtrent de zones van negatieve zwaartekracht-anomalie waarvoor ter verklaring het bestaan van convectie in de aardmantel werd aangenomen. Het verband met het vulkanisme was daarbij Eschers inbreng. Ook was hij de eerste die in Nederland experimenten in de geologie toepaste. Daarvoor had hij een laboratorium ingericht waar onderzoek werd gedaan naar erg uiteenlopende problemen binnen de geologie.
Gedurende de bezetting werd Escher korte tijd gevangen gehouden door de nazi's. Na een onderduikperiode keerde hij bij de bevrijding naar Leiden terug waar hij rector magnificus van de heropende Rijksuniversiteit Leiden werd. Escher ging in 1955 met emeritaat.

## Escherprijs
Sinds 1994 wordt de naar hem vernoemde Escherprijs uitgegeven door het Koninklijk Nederlands Geologisch Mijnbouwkundig Genootschap (KNGMG) aan de auteur(s) van de door de jury als de beste beoordeelde (MSc) afstudeerscriptie in de (toegepaste) aardwetenschappen.

## Publicaties
- Ueber die praetrissische Faltung in den Westalpen, mit besonderer Untersuchung des Carbons an der Nordseite des Toedi. 1911
- Über die Entstehung des Reliefs auf den sogenannten "Rillensteinen". 1913
- Vorläufige Mitteilung über die Geologie und Petrographie der San Salvatore-Halbinsel bei Lugano. 1913
- Geologie en tunnelbouw. 1914
- De radioaktieve sapropeliet van het meertje "De Waal" bij Rockanje. 1915
- De Krakatau groep als vulkaan. 1919
- Veranderingen in de Krakataugroep na 1908 en wijzigingen in de opvatting van eenige geologische details. (1908 ?)
- L'eruption du Gounoung Galounggoung en Juillet 1918. 1920
- De kloet van een geomorfologisch standpunt beschouwd. 1919
- Excursie-gids voor Krakatau. 1919
- Atollen in den Nederlandsch-Oost-Indischen archipel. De riffen in de groep der Toekang Besi-eilanden. 1920
- De methodes der grafische voorstelling. 1924
- L'eboulement prehistorique de Tasikmalaja et le volcan Galouggoung (Java). 1925
- De ontwikkeling van de aardkorst. 1926
- Vesuvius, the Tengger Mountains and the Problem of Calderas. 1927
- Krakatau in 1883 en in 1928. 1928
- Geologische Nomenklatur. 1929
- On the Formation of Caldera's. 1929
- Gloedwolken en Lahar's, vulkanische katastrophes in Nederlandsch-Indre. 1931
- Over het Vulkanisme van Java in verband met de uitbarsting van den Merapi. 1931
- On the Relation Between the Volcanic Activity in the Netherlands East Indies and the Belt of Negative Gravity Anomalies Discovered by Vening Meinesz. 1933
- On a Classification of Central Eruptions According to Gas Pressure of the Magma and Viscosity of the Lava [and] On the Character of the Merapi Eruption in Central Java. 1933
- Algemene Mineralogie en Kristallographie. 1935, 1950
- De methodes der grafische voorstelling. 1927, 1934
- De asymmetrische gedaante der aarde en haar oorzaak. 1946
- Lascaux als aanrakingspunt van geologie, praehistoire en kunst. 1952
- Over de mogelijkheid van dienstbaarmaking van vulkaangassen. (zonder jaar)

- Bibliothèque nationale de France: cb15551606q (data)
- Biografisch Portaal: 19727303
- Digitale Bibliotheek voor de Nederlandse Letteren: esch014
- Gemeinsame Normdatei: 127791728
- International Standard Name Identifier: 0000 0000 0508 5139
- Library of Congress Control Number: no2019097506
- Nationale bibliotheek van Australië: 52222763
- Nederlandse Thesaurus van Auteursnamen: 069277354
- Système universitaire de documentation: 168956551
- Trove: 1521549
- Virtual International Authority File: 32310300
- WorldCat: E39PBJtX9BXjHJqH86GCXptdwC